# عملیات خاکی (باستان‌شناسی)

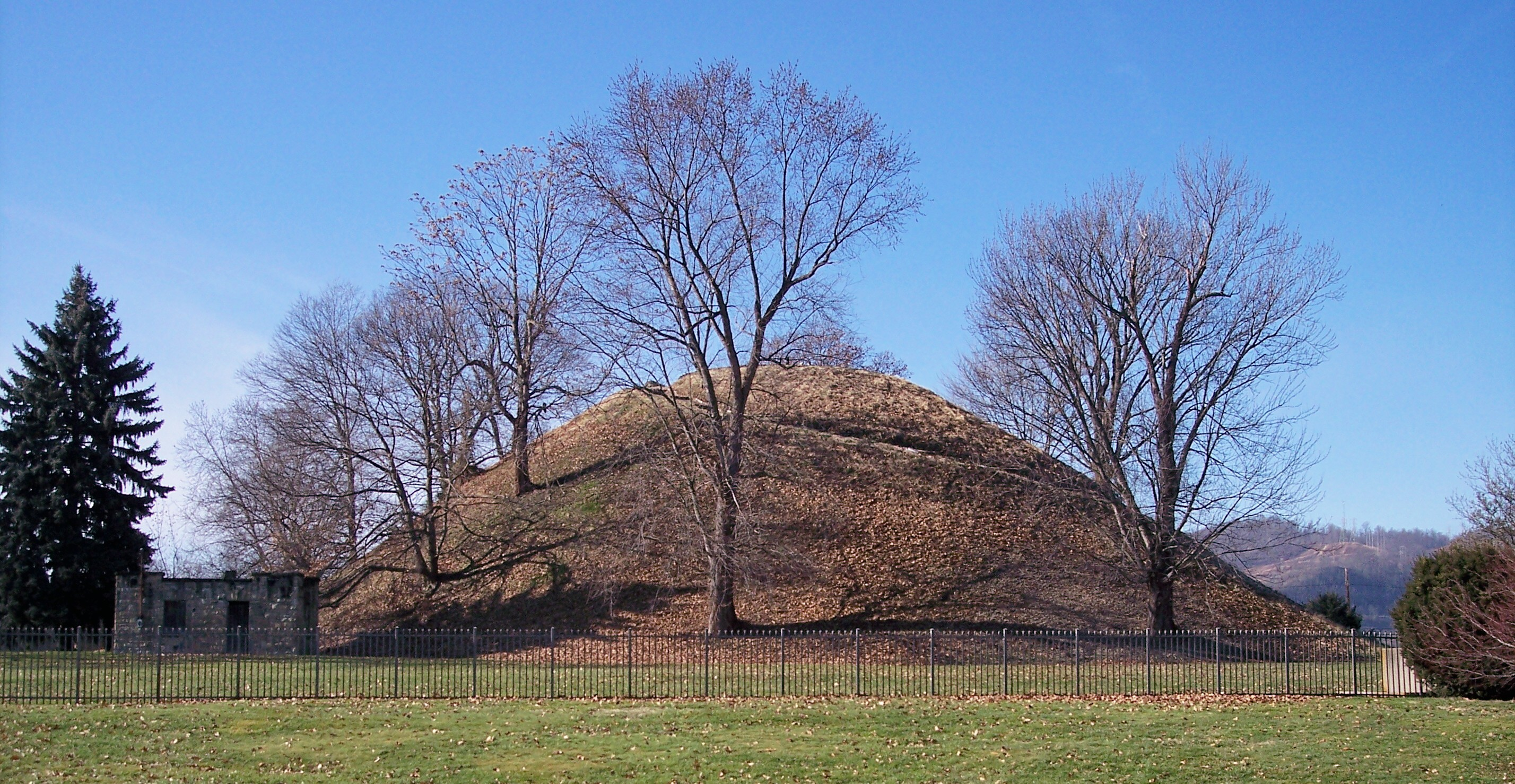
یک گورپشته در ویرجینیای غربی

عملیات خاکی (انگلیسی: Earthworks) در باستان‌شناسی به تغییرات مصنوعی در سطح زمین گفته می‌شود که معمولاً از انبوهی از سنگ‌ها و خاک‌های مصنوعی یا شکل‌داده‌شده ساخته می‌شوند. عملیات خاکی خود می‌توانند دارای ویژگی‌های باستان‌شناسی باشند یا ویژگی‌هایی را در زیر سطح نشان دهند.
عملیات خاکی مورد علاقه باستان شناسان شامل تپه‌قلعه، تپه باستانی، گورپشته کشیده، گورپشته، قلعه تپه‌وحیاط، آرامگاه و انواع دیگر است.